# Marsdenia longipes
Marsdenia longipes là một loài thực vật có hoa trong họ La bố ma. Loài này được W.T. Wang mô tả khoa học đầu tiên năm 1974.